# Система управления взаимоотношениями с партнёрами
Система управления взаимоотношениями с партнерами (PRM, PRM-система, сокращение от англ. англ. Partner relationship management) – система методологий, стратегий, программного обеспечения и веб-возможностей, предназначенных для автоматизации взаимодействия с партнерами (дилерами, филиалами, дистрибьюторами). В частности – для роста продаж по партнерской схеме, оптимизации финансового и оперативного учета работы с партнерами, повышения качества сервиса, автоматизации вычисления агентских платежей, установления и улучшения бизнес-процессов и последующего анализа результатов. 

## Цели внедрения PRM
Общая цель PRM – помочь поставщикам услуг и продуктов лучше управлять своими партнерами посредством внедрения надежных систем, процессов и процедур для взаимодействия с ними. Благодаря применению автоматизированной централизованной обработки данных появляется возможность удобно, быстро и с минимальным участием сотрудников анализировать эффективность партнерской схемы и каждого партнера в отдельности. 
Поставщики, которые внедряют решение PRM, как правило, мотивированы необходимостью сократить финансовые издержки и установить новые партнерские отношения для увеличения доходов и масштаба канала. В отличие от CRM-систем, которые ориентированы на то, чтобы получить клиента, система PRM ориентирована на то, чтобы партнер мог эффективно продавать от имени компании.

## Состав PRM-системы
PRM-система, как и CRM, может включать:
- фронтальную часть, обеспечивающую работу партнеров на точках продаж с автономной, распределенной или централизованной обработкой информации;
- операционную часть, обеспечивающую авторизацию операций и оперативную отчётность;
- хранилище данных;
- аналитическую подсистему[3].

Web-системы PRM обычно включают в себя систему управления контентом, базу данных партнеров и клиентов.

## Функциональность PRM-систем
PRM-системы обычно предлагают партнерам-реселлерам веб-инструменты, информацию и ресурсы для самообслуживания. PRM-системы, как правило, помогают автоматизировать следующие функции:
- Регистрация партнера и управление его профилем;
- Обучение и сертификация партнеров;
- Планирование деятельности партнера;
- Вознаграждения, рейтинги, программы лояльности;
- Партнерский портал (позволяет партнерам взаимодействовать с базой данных о продажах поставщика и получать информацию о продуктах, ценах и обучении);
- Документооборот партнера;
- Маршрутизация заказов;
- Регистрация сделок;
- Маркетинговые инструменты;
- Сбор товаров;
- Размещение заказов партнерами;
- Контроль остатков и движения по складам;
- Отчеты и аналитика по продажам;
- Совместное бизнес-планирование.

## Рынок и тенденции
Аналитический интернет-портал Gartner сообщает, что решения PRM в основном внедряют компании в сфере аппаратных технологий, программного обеспечения, телекоммуникаций и обрабатывающей промышленности.
Рынок PRM значительно расширился за последние 10 лет, а поставщики предлагают улучшенные отраслевые решения для управления партнерами по сбыту. Gartner выделяет среди ключевых мировых вендоров PRM-систем компании Apttus, bpm'online, Entomo, Gorilla Toolz, Impartner, Oracle, PartnerPath, Pegasystems, Relayware, Salesforce. 
Все большую популярность приобретают решения, выполненные по SaaS-технологии. Это коснулось и PRM-систем. Модель SaaS как альтернатива традиционному программному обеспечению обладает рядом преимуществ, среди которых – низкая стоимость, сокращение времени на внедрение и снижение требований к инфраструктуре.